# Love Life
Love Life és una pel·lícula dramàtica japonesa-francesa del 2022 escrita i dirigida per Koji Fukada. Ambientada al Japó contemporani, la pel·lícula està inspirada en una cançó homònima del músic Akiko Yano, publicada originalment el 1991. L'any 2000, la cantant Hitomi va llançar un àlbum homònim a AvexTrax Records. Gira al voltant de la Taeko i el seu marit Jiro enfrontant-se a "l'amor" i la "vida". S'ha doblat i subtitulat al català.
La pel·lícula va ser seleccionada en competició al 79è Festival Internacional de Cinema de Venècia, on va competir pel Lleó d'Or i es va estrenar el 5 de setembre de 2022.

## Sinopsi
La pel·lícula segueix una dona casada, la Taeko, que viu feliç amb el seu marit, en Jiro. Decideix cuidar de l'enyorat Park, pare del seu fill Keita, quan en Park reapareix sord, malalt i sense una llar on viure.